# 林華 (嘉靖進士)
林華（1495年—1561年），字廷彬，號巽峯，福建莆田縣人。明朝政治人物。

## 生平
乙酉福建乡试第二十九名举人，嘉靖十一年（1532年）壬辰科会试二十名，廷试二甲二十二名進士，观礼部政，授戶部主事，调刑部主事，升员外郎，謫六安州同知。升长沙府同知、鎮江府知府，因得罪夏言，被御史彈劾，逮繫京師。鎮江民眾上萬人哭泣相送，車不能行。至京，上奏自辨，世宗未加追究，罷歸為民，年六十七卒。

## 家族
曾祖林崇善。祖父林聃，散官。父林鸞。母周氏。永感下。